# Swarmandal
Lo Swarmandal (in hindi स्वरमण्डल) noto anche come surmandal o arpa indiana è uno strumento musicale a corde originario dell'India; si tratta di una cetra a pizzico tipica del nord del paese simile al qanun e al salterio, che è comunemente usata come strumento di accompagnamento per la musica classica indiana.

## Descrizione
Gli swarmandal moderni sono di forma trapezoidale e misurano circa 76 cm di lunghezza e 35 cm di larghezza. Possono avere 21 o 36 corde d'acciaio, mentre in passato le corde potevano essere anche di ottone, budello o seta. Le corde sono agganciate a un chiodo alloggiato nel bordo destro dello strumento mentre sul sinistro sono avvolte attorno a piroli di metallo per l'accordatura. 

## Storia
Il primo riferimento a uno strumento simile allo Swarmandal nella letteratura indiana risale al X secolo a.c. nell' Abhinavabhāratī del filosofo Abhinavagupta. La prima attestazione del nome Swarmandal è invece del XVI secolo da parte di Abu l-Fadl 'Allami. Il suo uso rimase però a lungo limitato a causa del costo elevato dello strumento e diventa popolare in India solo nella seconda metà del XX secolo, per poi diffondersi anche in occidente grazie a George Harrison che lo utilizza all'interno di Strawberry Fields Forever e Within You Without You.